# Alokacja kosztów
Alokacja kosztów – przypisanie wspólnych kosztów pośrednich do różnych jednostek, procesów lub produktów.
Alokacja kosztów jest zabiegiem rachunkowym, dokonywanym w celu uzyskania dokładniejszej informacji o rentowności prowadzonej działalności w rozbiciu na poszczególne jednostki, procesy lub produkty. Można wyróżnić trzy etapy alokacji.

## Etapy alokacji
1. Zdefiniowanie obiektów kosztów. Organizacja określa, dla których jednostek, procesów czy produktów chce posiadać informacje o odpowiadających im kosztach pośrednich.
2. Przypisanie kosztów wspólnych do obiektów kosztów (potrzeba identyfikacji kosztów wspólnych).
3. Wybór metody alokacji kosztów wspólnych do obiektów kosztów. Istotny jest tutaj wybór podstawy alokacji – miernika działalności skorelowanego z kosztami wspólnymi, które muszą zostać rozdzielone do poszczególnych jednostek. Koszty wspólne są alokowane do obiektów kosztów przy wykorzystaniu podstawy alokacji, która ukazuje w przybliżeniu jak dany obiekt konsumuje wspólne zasoby, których koszty zużycia są rozdzielane.